# Ґембічин
Ґембічин (пол. Gębiczyn, нім. Gembitzhauland) — село в Польщі, у гміні Чарнкув Чарнковсько-Тшцянецького повіту Великопольського воєводства.
Населення — 137 осіб (2011).
У 1975-1998 роках село належало до Пільського воєводства.

## Демографія
Демографічна структура станом на 31 березня 2011 року:
|          | Загалом | Допрацездатний вік | Працездатний вік | Постпрацездатний вік |
| -------- | ------- | ------------------ | ---------------- | -------------------- |
| Чоловіки | 75      | 17                 | 55               | 3                    |
| Жінки    | 62      | 15                 | 32               | 15                   |
| Разом    | 137     | 32                 | 87               | 18                   |